# Ehrenberg (Altenburg)
Ehrenberg ist der flächengrößte und einwohnerreichste Ortsteil der Stadt Altenburg im thüringischen Landkreis Altenburger Land. Das Ortsbild wird von der Schlossanlage geprägt.

## Geographie
Die frühere Gemeinde Ehrenberg mit ihren neun Ortslagen erstreckt sich etwa 5 km südöstlich der Kreisstadt über beide Seiten des Pleißentales.

### Gliederung
Der Altenburger Ortsteil Ehrenberg besteht aus den Ortslagen Ehrenberg, Lehnitzsch (1923 eingemeindet), Modelwitz und Stünzhain (beide am 1. Juli 1950 eingemeindet), Greipzig (am 1. Januar 1963 eingemeindet) sowie Mockzig mit Zschaiga und Prisselberg, die am 1. Juni 1965 eingegliedert wurden und Paditz mit Zschechwitz, die am 7. September 1973 eingemeindet wurden.

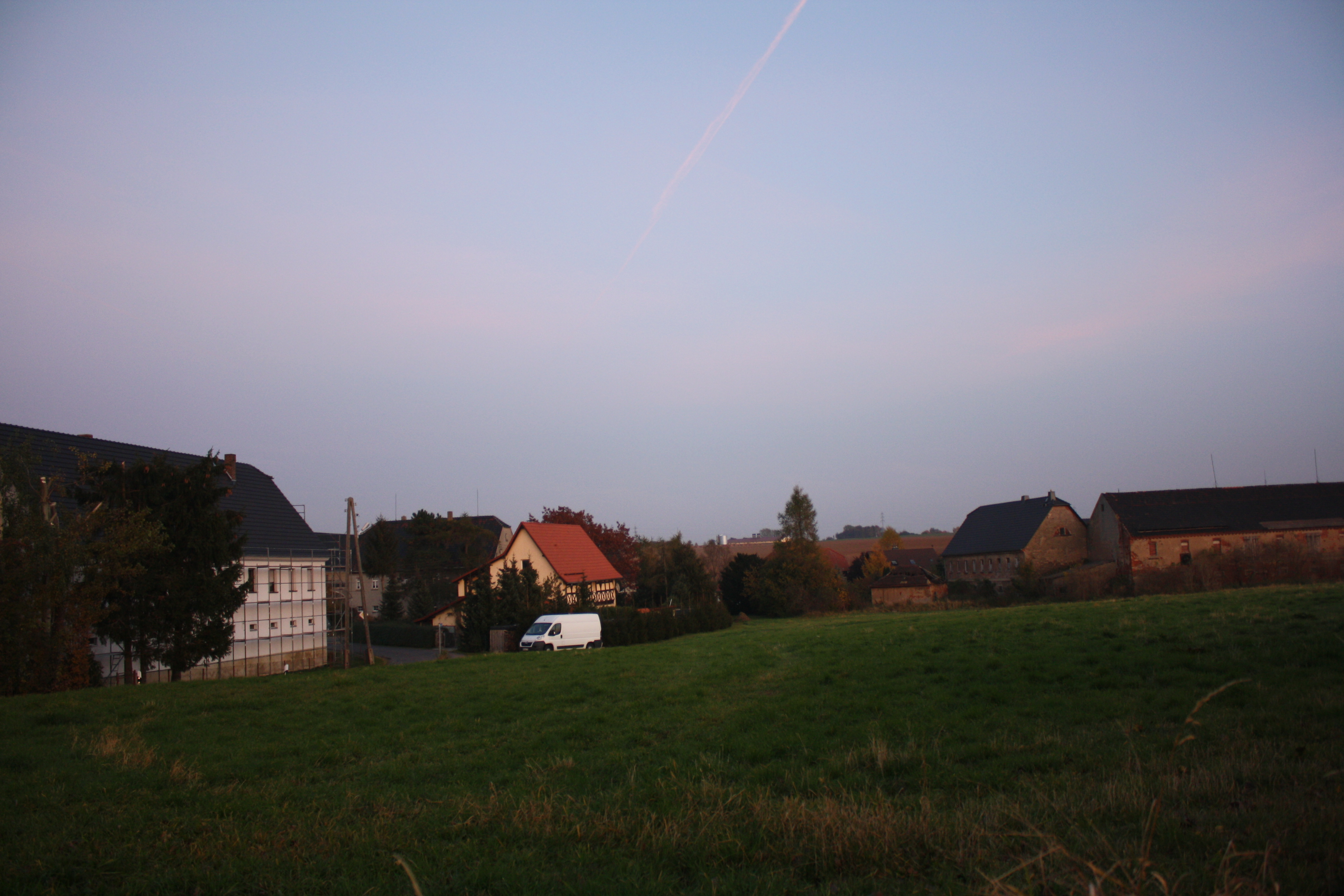
Blick auf Greipzig
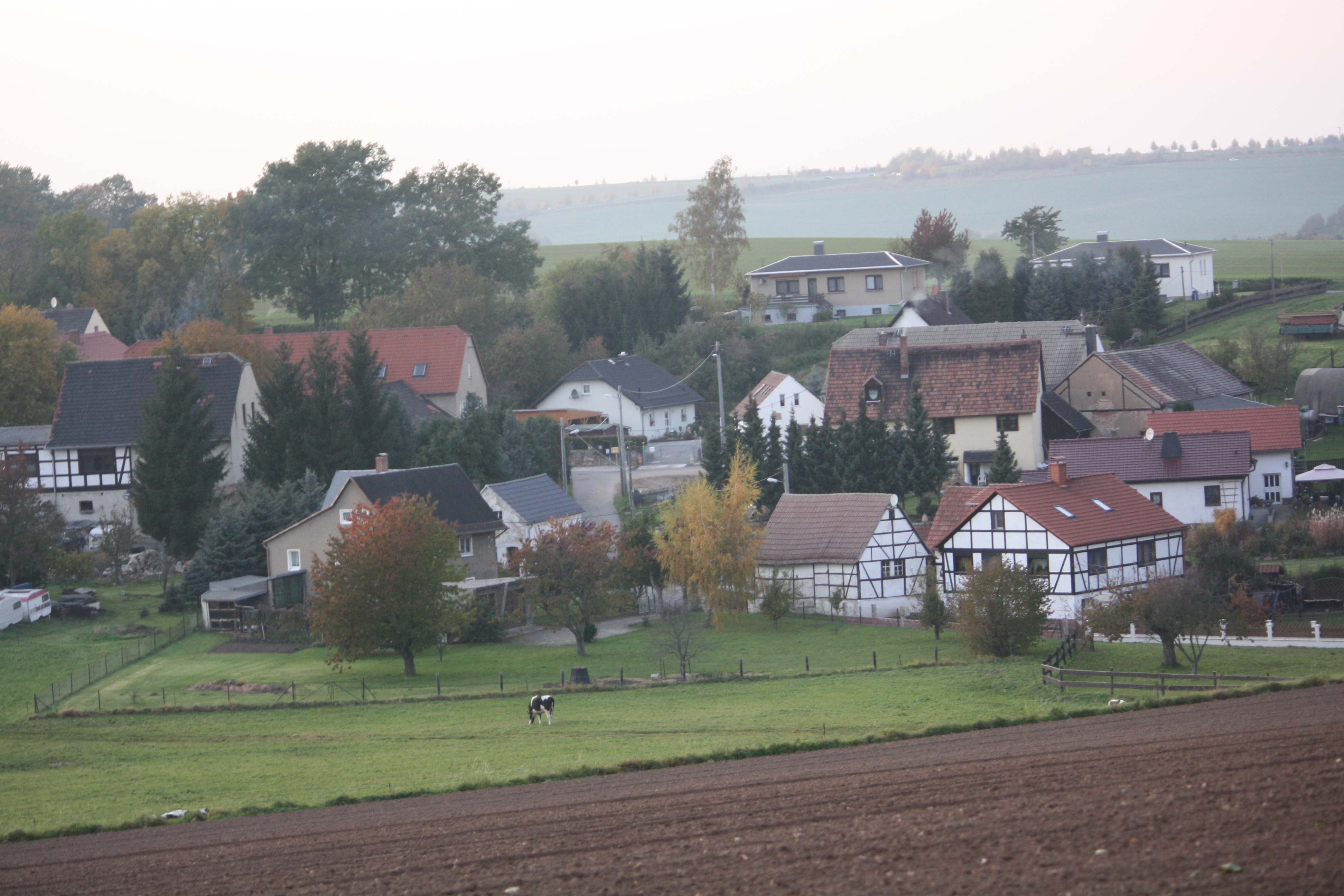
Der Ortsteil Lehnitzsch
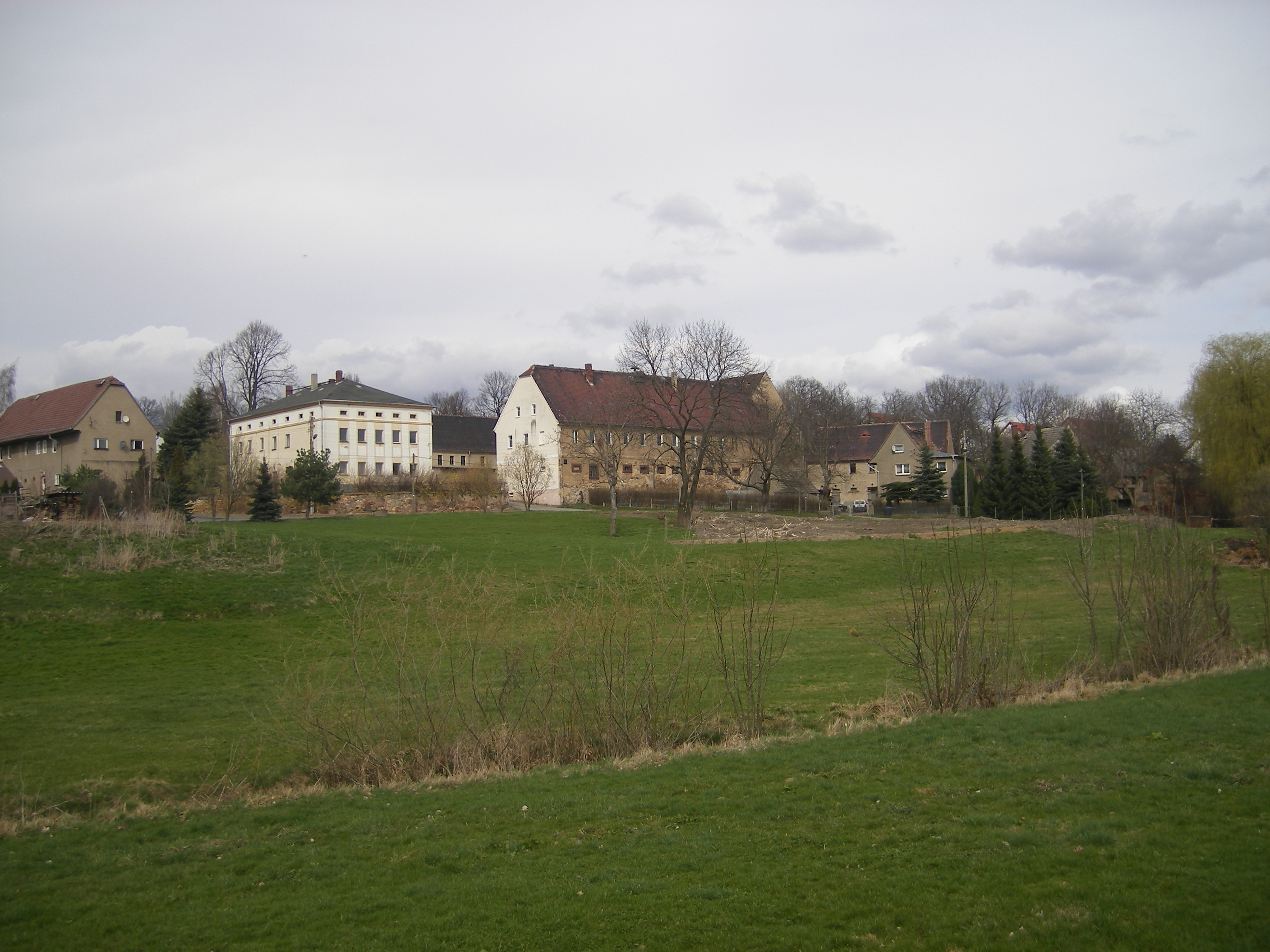
Einige Höfe in Mockzig
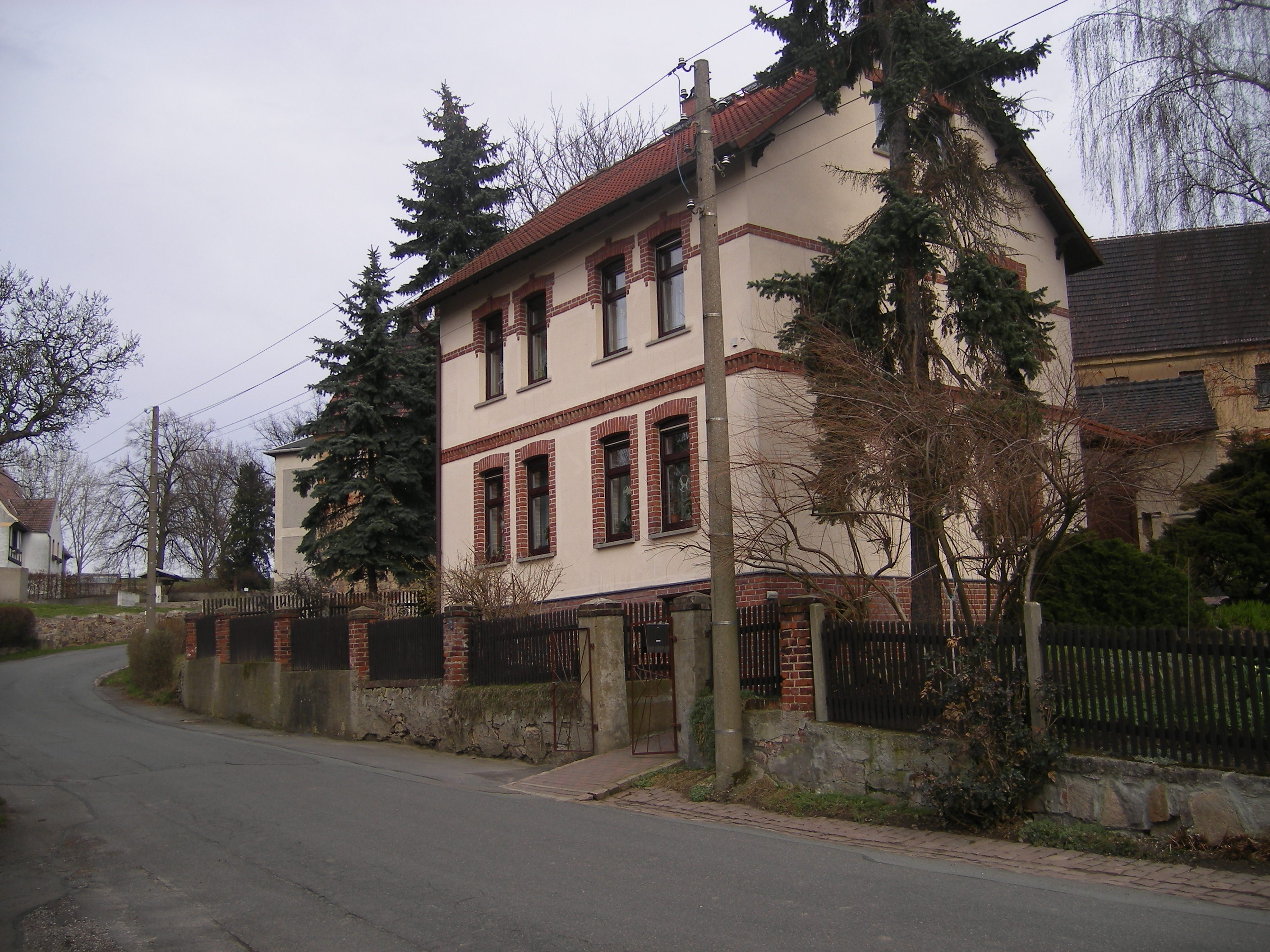
Ein gründerzeitliches Gebäude in Modelwitz
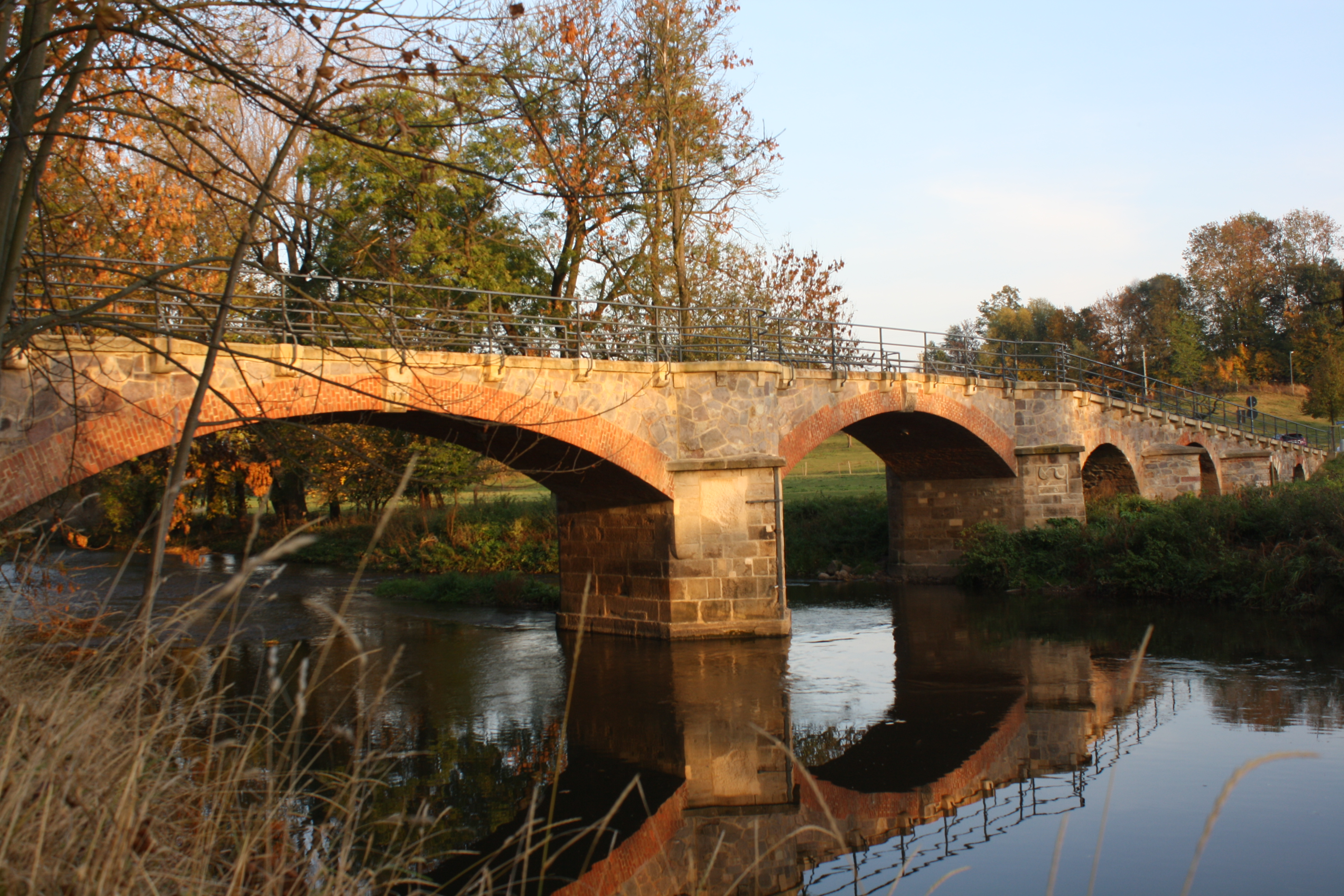
Historische Steinbogenbrücke in Paditz
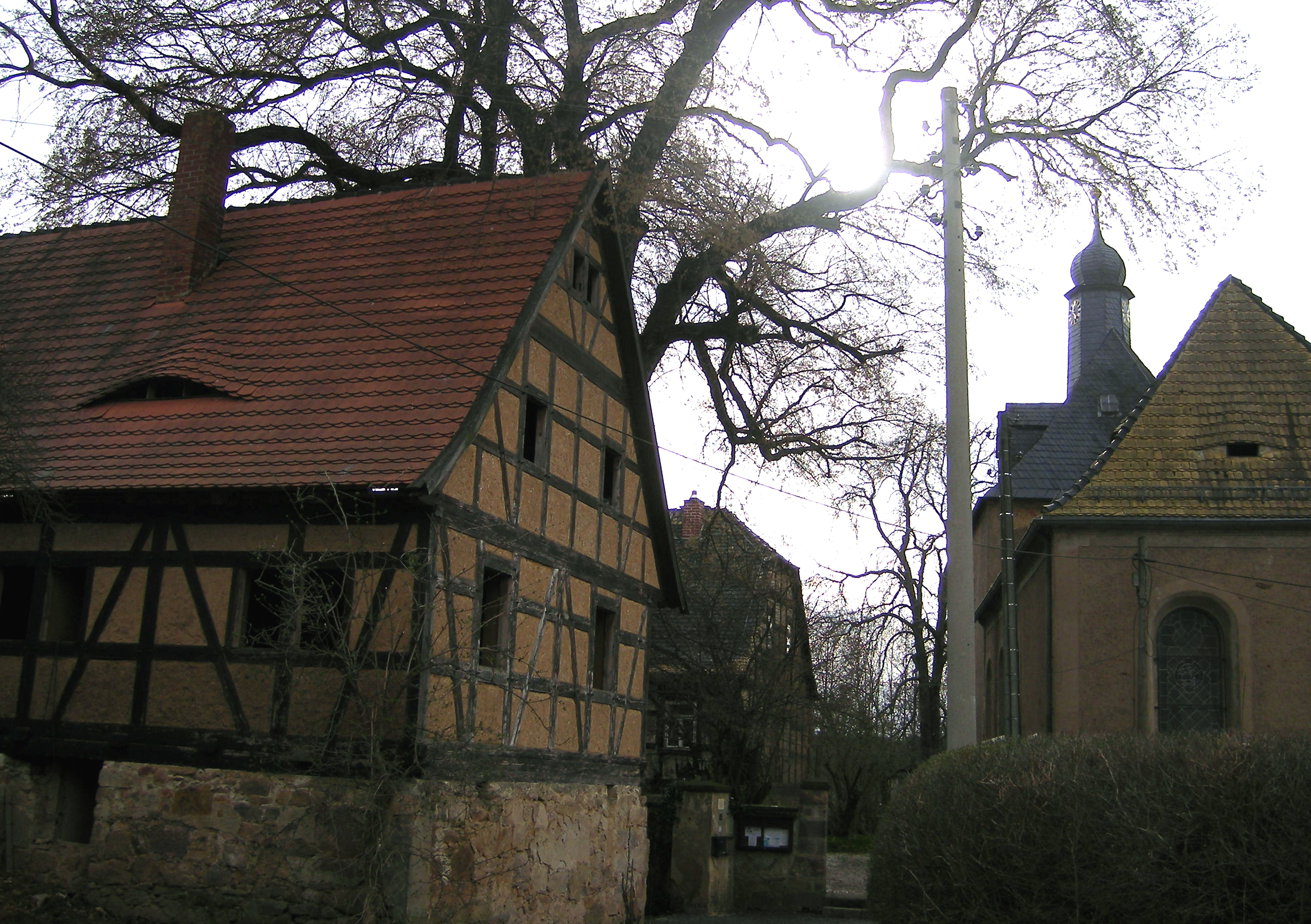
Denkmalensemble um die Stünzhainer Kirche
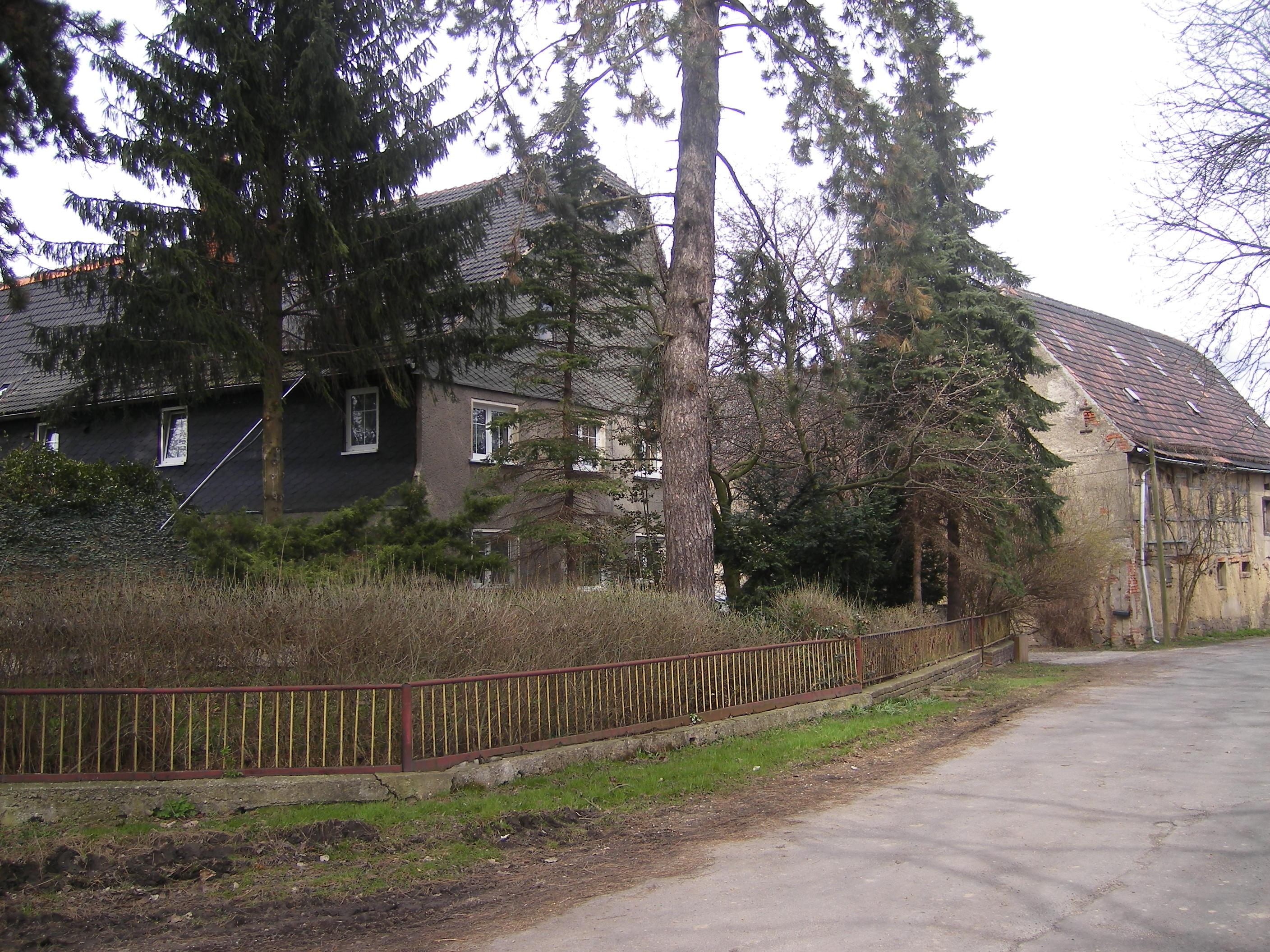
Fachwerkhof in Zschaiga
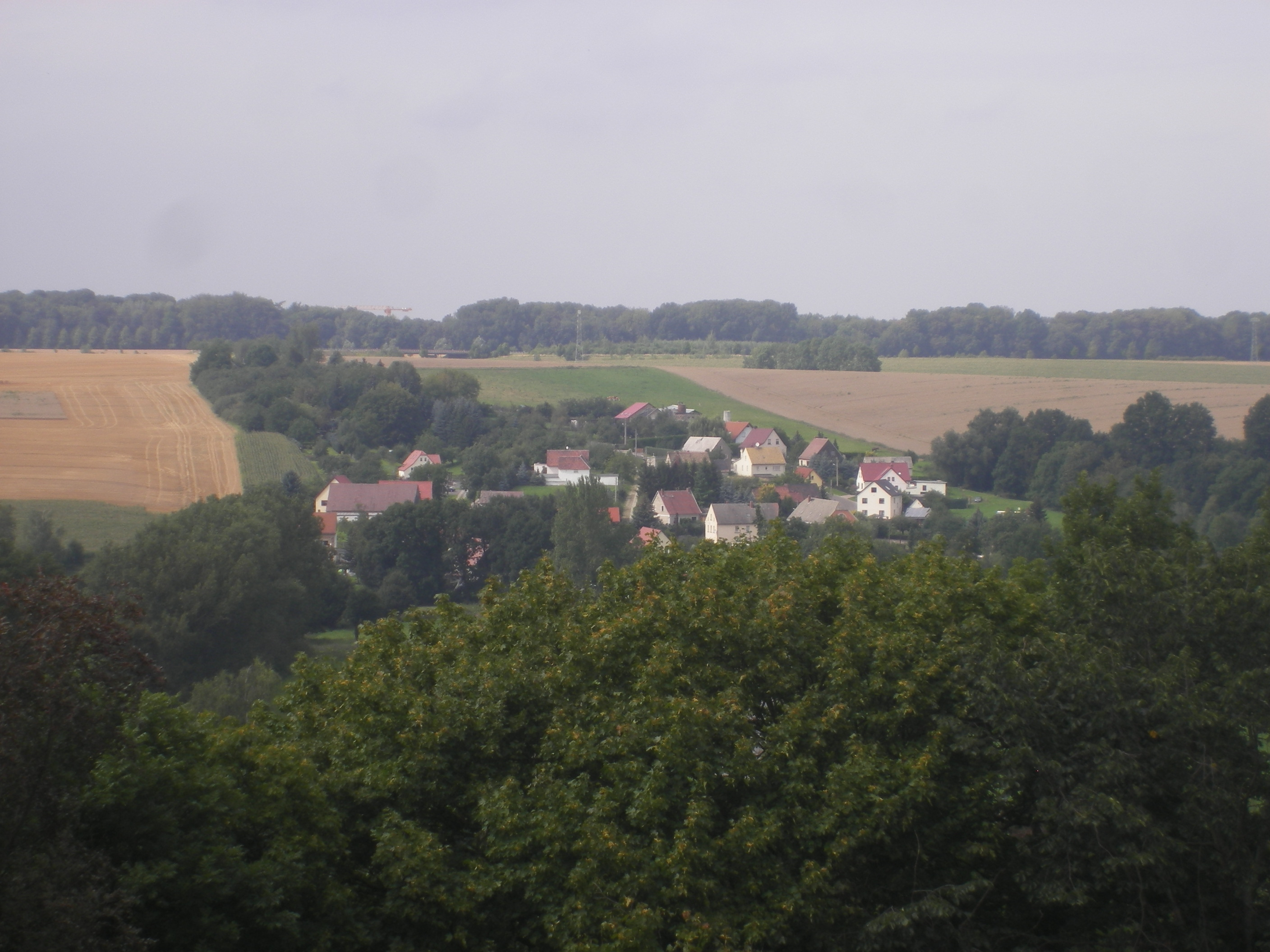
Ortsbild von Zschechwitz

## Geschichte

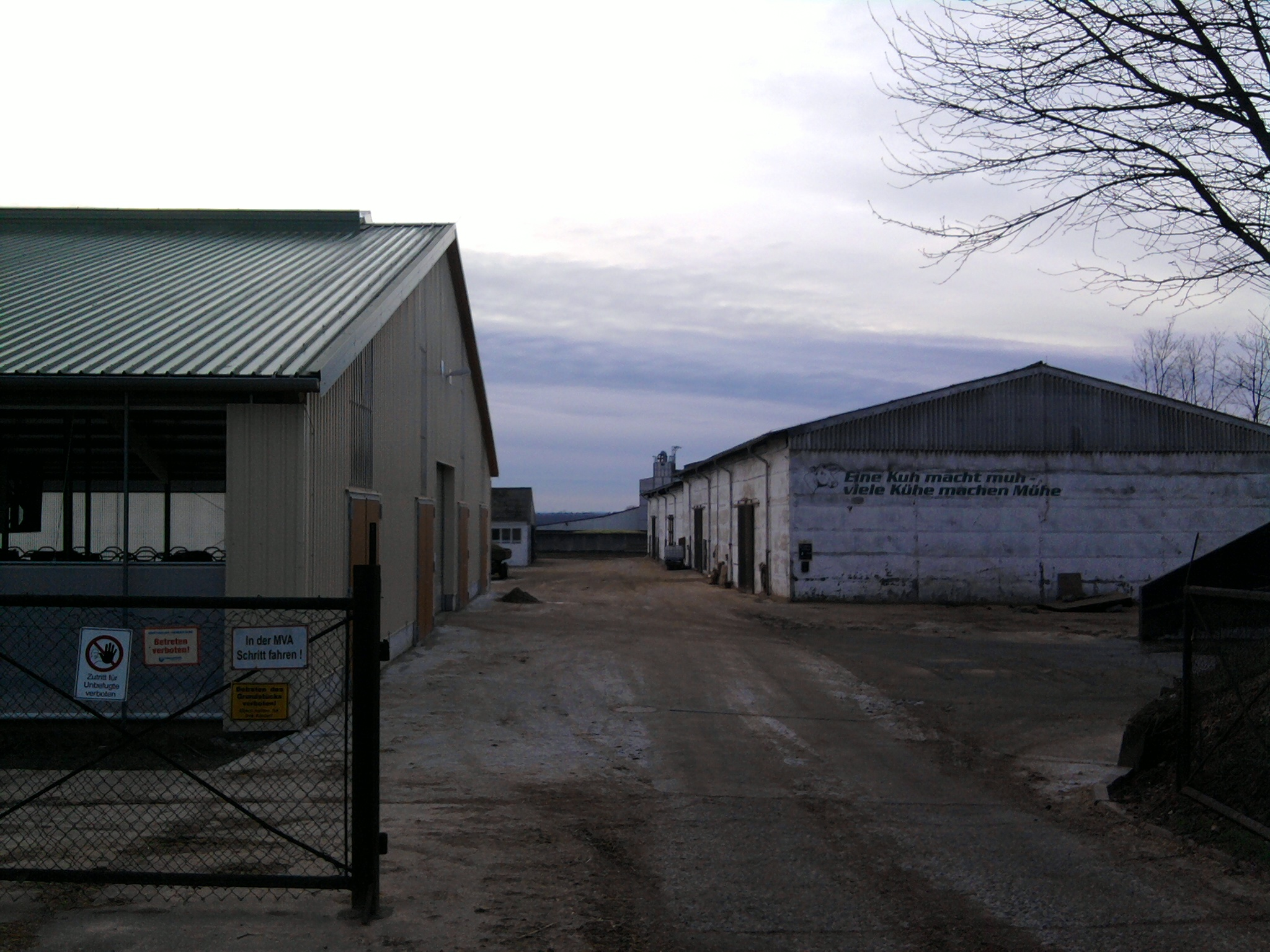
Die ehemalige LPG in Mockzig mit den Kuhstallsgebäuden.

Ehrenberg wurde um 1200 als befestigter Ort zur Niederhaltung der slawischen Bevölkerung des Pleißenlandes gegründet. Der älteste überlieferte Name Herinberch aus dem Jahre 1181 könnte ein Patronymium (Burg des Her) sein. Im Jahr 1244 nannte sich nach der Burg ein Adelsgeschlecht Ehrenberg. Dieses Geschlecht übergab später die Besitzungen dem Thüringer Landgrafen und trat den Deutschen Orden bei. Mit dem Aussterben der Burggrafen von Altenburg im Jahr 1329 wurden die Wettiner die Lehnsherren über das Pleißenland und so auch über Ehrenberg. Die Burg wurde mehrfach verpfändet und auch umgebaut. Ein Schloss ließ zuletzt die Familie Schmertzing errichten, welches von 1878 bis 1880 umgebaut wurde. Am Ende des 19. Jahrhunderts, ging 1878 im Zuge einer Teilung der Domänengüter des Herzogshauses Sachsen-Altenburg in den Besitz des Altenburger Wollfabrikanten Bernhard Schmidt über. Nach 1945 diente das Gebäude einem landwirtschaftlichen Betrieb und wird jetzt schrittweise restauriert.
Der Ort gehörte zum wettinischen Amt Altenburg, welches ab dem 16. Jahrhundert aufgrund mehrerer Teilungen im Lauf seines Bestehens unter der Hoheit folgender Ernestinischer Herzogtümer stand: Herzogtum Sachsen (1554 bis 1572), Herzogtum Sachsen-Weimar (1572 bis 1603), Herzogtum Sachsen-Altenburg (1603 bis 1672), Herzogtum Sachsen-Gotha-Altenburg (1672 bis 1826). Bei der Neuordnung der Ernestinischen Herzogtümer im Jahr 1826 kam der Ort wiederum zum Herzogtum Sachsen-Altenburg. Nach der Verwaltungsreform im Herzogtum gehörte er bezüglich der Verwaltung zum Ostkreis (bis 1900) bzw. zum Landratsamt Altenburg (ab 1900). Das Dorf gehörte ab 1918 zum Freistaat Sachsen-Altenburg, der 1920 im Land Thüringen aufging. 1922 kam es zum Landkreis Altenburg.
Bei der zweiten Kreisreform in der DDR wurden 1952 die bestehenden Länder aufgelöst und die Landkreise neu zugeschnitten. Somit kam die Gemeinde Ehrenberg mit dem Kreis Altenburg an den Bezirk Leipzig, der seit 1990 als Landkreis Altenburg zu Thüringen gehörte und 1994 im Landkreis Altenburger Land aufging. Zu Zeiten der DDR waren die wichtigsten Betriebe im Ort die LPG Mockzig, eine Maschinen-Traktoren-Station sowie ein Betriebsteil des VEB Feinkost Leipzig, der heute noch als private Essig- und Senffabrik fortbesteht.
Ehrenberg wurde mit den neun angegliederten Orten am 14. Juli 1993 nach Altenburg eingemeindet. Es bildet seitdem den größten Ortsteil von Altenburg.

### Eingemeindungen
| Ehemalige Gemeinde | Datum                 | Anmerkung                                               |
| ------------------ | --------------------- | ------------------------------------------------------- |
| Greipzig           | 01.07.1950 01.01.1963 | Eingemeindung nach Lehndorf Umgliederung nach Ehrenberg |
| Lehnitzsch         | 1923                  |                                                         |
| Mockzig            | 01.06.1965            |                                                         |
| Modelwitz          | 01.07.1950            |                                                         |
| Paditz             | 07.09.1973            |                                                         |
| Prisselberg        | 01.10.1922            | Eingemeindung nach Mockzig                              |
| Stünzhain          | 01.07.1950            |                                                         |
| Zschaiga           | 01.07.1950 01.01.1963 | Eingemeindung nach Ehrenhain Umgliederung nach Mockzig  |
| Zschechwitz        | 01.07.1950            | Eingemeindung nach Paditz                               |

## Kultur und Sehenswürdigkeiten

### Musik
In Ehrenberg existierte von 1960 bis ins Jahr 2000 ein Blasorchester, das seine Anfänge an der dortigen Polytechnischen Oberschule hatte und inzwischen als Ostthüringer Jugendblasmusikzentrum im Nachbarort Nobitz ansässig ist.

### Bauwerke

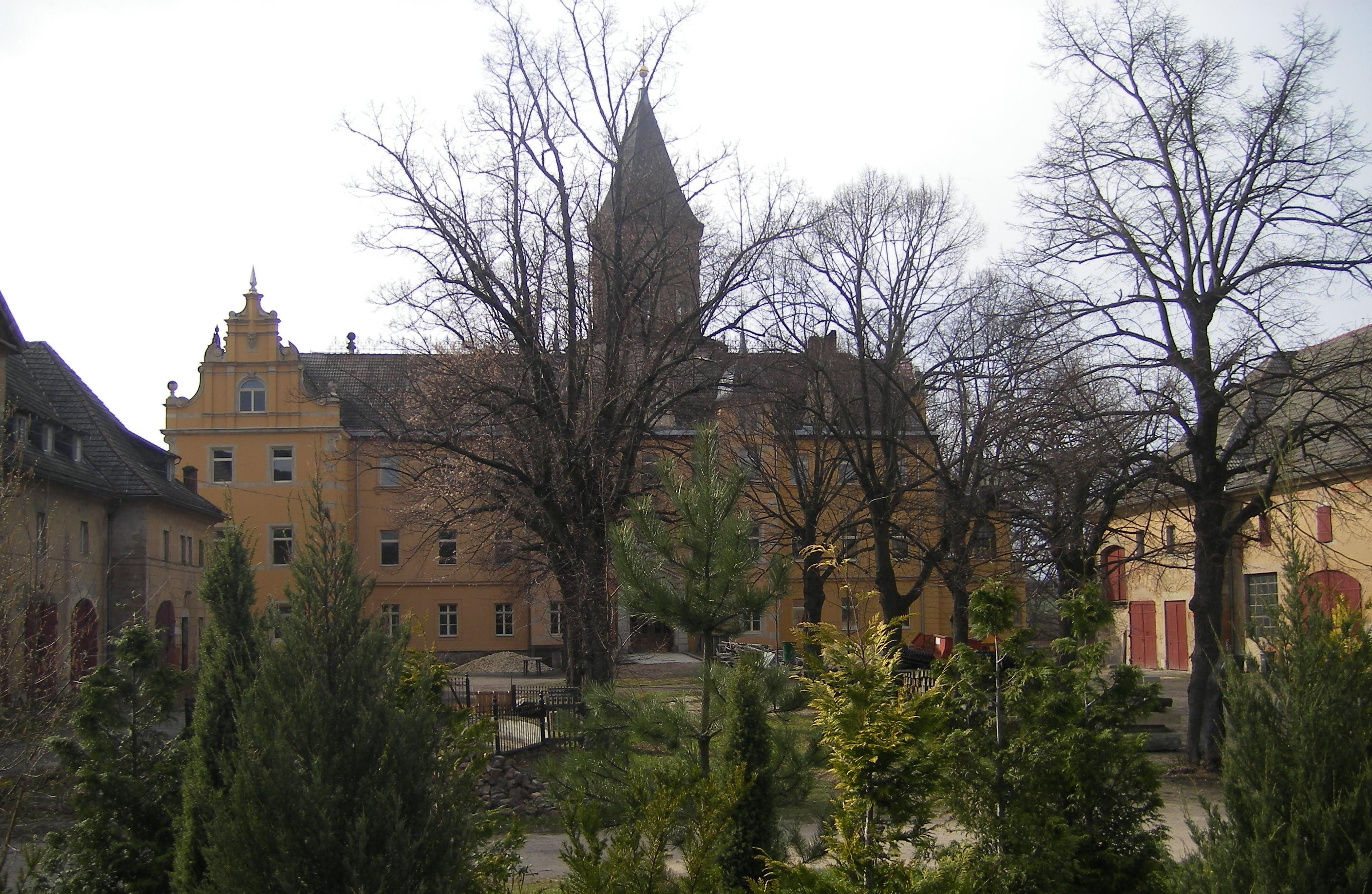
Das Ehrenberger Schloss von der Straßenseite aus.

Das Schloss Ehrenberg, welches erstmals 1244 als Burganlage mit Rittersitz erwähnt wurde, ist heute eine landschaftsprägende Schlossanlage des ausgehenden 19. Jahrhunderts. Der Vorgängerbau wurde nach zahlreichen Besitzwechseln und mehrfachen Umbauten von 1805 bis 1816 als Baumwollmanufaktur genutzt, später als Getreidespeicher des Kammergutes. Bauliche Reste des verfallenen Gebäudekomplexes wurden nach 1860 teilweise abgebrochen. Nach 1875 erwarb der Altenburger Kommerzienrat B. Schmidt das Anwesen und beauftragte die Dresdner Architekten Schilling und Gräbner 1878 mit der Errichtung eines im Stil der Neorenaissance gestalteten Landsitzes. Somit blieben ältere Bauteile, wie der Rundturm aus dem 16. Jahrhundert, einige Wirtschaftsgebäude, die Parkanlage und Reste der mittelalterlichen Wehranlage erhalten. Nach dem Tod Schmidts gelangte der Besitz an die Altenburger Kammerherren von Bloedau.
Der Ortskern der Ortslage Stünzhain ist als Denkmalensemble ausgewiesen. Sanierte Fachwerkhäuser sind dort anzutreffen, wie beispielsweise der Pfarrhof. Die 1584 abgebrannte und wiedererrichtete Kirche mit Bauelementen des Vorgängerbaues weist im Inneren eine barocke Gestaltung auf, ungefähr um 1720 entstanden, wie die Patronatsloge oder die Orgel von 1726.
Der Ortsteil Paditz ist vor allem durch das Flächennaturdenkmal Paditzer Schanzen bekannt, dort umschließt freiliegender Buntsandstein einen kleinen Talkessel. Zudem existiert im Ort eine Steinbogenbrücke von 1531, die einen Teil der Handelsstraße nach Böhmen darstellte.

### Sport
Der Sportverein „Blau Gelb“ Ehrenberg spielt zurzeit in der 1. Radball-Bundesliga.

### Bildung
Die nach der Eingemeindung Ehrenbergs in die Stadt Altenburg geschlossene Schule wurde 1999 vom „Känguru Lern- und Spielräume e. V.“ übernommen und ist seitdem eine Grundschule in freier Trägerschaft.

## Persönlichkeiten
- Melchior Bauer (* 19. Oktober 1733 in Lehnitzsch; † ?), Luftfahrtpionier
- Richard Teichmann  (* 23. Dezember 1868 in Lehnitzsch; † 12. Juni 1925 in Berlin), Schachmeister
- Rainer Müller (* 12. September 1941 in Ehrenberg; † 28. Februar 2001 in Berlin), Fußballspieler

## Sonstiges
In gemeinsamer Initiative der Jugend der umliegenden Orte entstand in den letzten Jahren auf den Wiesen vor dem Dorf ein Jugendklub, dessen rege Aktivitäten Besucher von weit über die Kreisgrenzen hinaus anziehen.